# Signalisation routière en Irlande
 (novembre 2023).
Voici les panneaux routiers utilisés en Irlande.

## Panneaux réglementaires

RUS 001 Restez sur la gauche
RUS 002 Restez à droite
RUS 003 Passer de chaque côté
RUS 004 Keep Straight Ahead
RUS 005 Tournez à droite
RUS 006 Tourner à gauche
RUS 007 Tournez à gauche devant
RUS 008 Tournez à droite devant
RUS 009 Cycles de pédales uniquement
RUS 010 Voie dégagée
RUS 011 Interdiction de continuer tout droit
RUS 012 Interdiction de tourner à droite
RUS 013 Interdiction de tourner à gauche
RUS 014 Interdiction de dépasser
RUS 015 Poids brut maximum (gestion du trafic)
RUS 016 Restriction de hauteur
RUS 017 Interdiction de faire demi-tour
RUS 018 Stationnement autorisé
RUS 019 Interdiction de stationner
RUS 020 Station de taxi
RUS 021 Rue piétonne
RUS 026 Cédez le passage (Anglais)
RUS 026 Cédez le passage (Irlandais)
RUS 027 Arrêt
RUS 028 Voie de bus à débit immédiat à proximité
RUS 029 Voie de bus hors-jeu avec flux
RUS 030 Voie de bus à contre-courant
RUS 031 Arrêt de bus
RUS 032 Directeur d'école
RUS 033 Limite de vitesse du train léger sur rail
RUS 034 Arrêt de train léger sur rail
RUS 035 Cédez le passage de train léger sur rail
RUS 036 Voie de tramway à proximité
RUS 037 Voie de tramway hors-jeu
RUS 038 Interdiction aux piétons
RUS 039 Limitation de vitesse (120 km/h)
RUS 040 Limitation de vitesse (100 km/h)
RUS 041 Limitation de vitesse (80 km/h)
RUS 041A Limite de vitesse rurale
RUS 042 Limitation de vitesse (60 km/h)
RUS 043 Limitation de vitesse (50 km/h)
RUS 044 Limitation de vitesse (30 km/h)
RUS 046 Nombre d'essieux interdit
RUS 047 Essieux interdits dans la voie de droite
RUS 049 Mini rond-point
RUS 050 Interdiction d'entrée
RUS 051 Longueur maximale du véhicule
RUS 052 Largeur maximale du véhicule
RUS 053 Poids brut maximum
RUS 054 Poids maximum par essieu
RUS 055 Interdiction aux cyclistes
RUS 056 Interdiction des cavaliers
RUS 057 Interdiction des véhicules à traction animale
RUS 058 Itinéraire partagé pour les vélos à pédales et les piétons
RUS 058CL Itinéraire séparé pour les vélos à pédales et les piétons (cycle à gauche)
RUS 058CR Itinéraire séparé pour les vélos à pédales et les piétons (cycle à droite)
RUS 059 Piste cyclable à contre-courant
RUS 060 Arrêt (contrôle manuel)
RUS 061 Go (Contrôle manuel) (anglais)
RUS 061 Go (contrôle manuel) (irlandais)
RUS 062 Interdiction des véhicules transportant des explosifs
RUS 064 Limitation de vitesse (40 km/h)
RUS 065 Limitation de vitesse (20 km/h)
RUS 066 Passage piéton

## Panneaux d'avertissement

W 001 Carrefour
W 002L Route secondaire - Gauche
W 002R Route secondaire - à droite
W 003L Jonction en T (Type 1) - Gauche
W 003R Jonction en T (Type 1) - Droite
W 004L Jonction en T (Type 2) - Gauche
W 004R Jonction en T (Type 2) - Droite
W 005L Jonction en Y - Gauche
W 005R Jonction en Y - Droite
W 006L Carrefour à Sharp Corner - Gauche
W 006R Carrefour à Sharp Corner - Droite
W 007LR Jonctions décalées - Gauche/Droite
W 007RL Jonctions décalées - Droite/Gauche
W 008L Deux carrefours à gauche
W 008R Deux carrefours à droite
W 009L Route secondaire à l'extérieur du virage - à gauche
W 009R Route secondaire à l’extérieur du virage – à droite
W 010L Route secondaire à l'intérieur du virage - à gauche
W 010R Route secondaire à l'intérieur du virage - à droite
W 011L Carrefour dans le virage - à gauche
W 011R Crossroads on Bend - Right
W 012L Route secondaire sur voie rapide - Gauche
W 012R Route secondaire sur route à deux voies - à droite
W 013 Route secondaire sur route à deux voies
W 014 Carrefour sur route à deux voies
W 015 Carrefour (route principale) à venir
W 016 Jonction en T (route principale) devant
W 017L Carrefour décalé devant - Gauche
W 017R Carrefour décalé devant - Droite
W 018L Jonction avec la route principale à Sharp Corner - Gauche
W 018R Jonction avec la route principale à Sharp Corner - à droite
W 019 Carrefour à venir sur la route à quatre voies
W 020 Jonction en T à venir sur la voie rapide
W 021L Carrefour décalé devant à la route à quatre voies - à gauche
W 021R Carrefour décalé devant à la route à quatre voies - à droite
W 022 Jonction en T à venir sur la voie rapide
W 030 Fusionner le trafic de gauche
W 031 Fusion avec le trafic venant de la droite
W 032 Fusion et divergence du trafic
W 033 Boucle
W 034 Jonction compacte
W 040 Panneau d'arrêt devant
W 041 Cédez le passage droit devant
W 042 Feu de circulation
W 043 Rond-point devant
W 044 Mini rond-point devant
W 050L Coin pointu - Gauche
W 050R Coin pointu - Droite
W 051L Virage prononcé - Gauche
W 051R Courbure prononcée – à droite
W 052L Série de coins pointus - Gauche
W 052R Série de coins pointus - Droite
W 053L Série de virages serrés - Gauche
W 053R Série de virages serrés - Droite
W 070L La route se rétrécit sur la gauche
W 070R La route se rétrécit à droite
W 071 La route se rétrécit des deux côtés
W 080 Circulation bidirectionnelle
W 081 Traversée à circulation bidirectionnelle
W 082 Trois voies de circulation (deux avec, une contre)
W 083 Trois voies de circulation (une avec, deux contre)
W 091L Perte de voie (deux à une voie) - Gauche
W 091R Perte de voie (deux à une voie) – Droite
W 092L Perte de voie (trois à deux voies) – Gauche
W 092R Perte de voie (trois à deux voies) - Droite (200 m)
W 093L Perte de voie (quatre à trois voies) - Gauche (400 m)
W 093R Perte de voie (quatre à trois voies) – Droite
W 094 Divisions routières
W 095 Extrémités de la chaussée à deux voies
W 100 Début de la voie de dépassement
W 101 Section à une voie
W 102 Section à deux voies
W 103 Début du couloir d'escalade
W 105 Descente raide
W 106 Ascension raide
W 110 Marge restreinte
W 111 Câbles électriques aériens
W 112 Longueur maximale du véhicule
W 113 Largeur maximale du véhicule
W 114 Poids brut maximum (gestion du trafic)
W 115 Poids brut maximum
W 116 Poids maximum par essieu
W 117 Nombre d'essieux interdit
W 120 Passage à niveau avec signaux rouges clignotants
W 121 Passage à niveau sans signaux rouges clignotants
W 123 Risque de mise à la terre
W 124 Passage à niveau en tramway
W 125 Vitesse consultative du tramway
W 130 Ralentisseur
W 131 Dépression routière
W 132 Pont à bosse
W 133 Route inégale
W 134 Route glissante
W 135 Bord doux
W 140 Piétons
W 140A Passage pour piétons
W 141 L'école à venir
W 141 Enfants traversant
W 143 Cyclistes
W 144 Glissant pour les cyclistes
W 145 Les cyclistes descendent
W 150 Cavaliers
W 151 Bétail
W 152 Mouton
W 153 Cerf
W 154 Voitures de promenade
W 160 Eau non protégée
W 160 Gué
W 162 Tunnel
W 163 Files d'attente probables
W 164 Chutes de pierres
W 165 Avion volant à basse altitude
W 166 Vents latéraux
W 167 Pont d'ouverture
W 168 Tracteurs
W 169 Conduire à gauche (point d'entrée)
W 169 Conduire à gauche (répéteur)
W 170 Autre danger